# Club Sport Emelec
Maillots
Actualités
Dernière mise à jour : 13 août 2025.
Le Club Sport Emelec est un club de football équatorien basé à Guayaquil dans la province du Guayas. Depuis sa création en 1929 le club a remporté à 14 reprises le championnat national.
Le derby contre le Barcelona SC, l'autre grand club de Guayaquil, est connu comme le Clásico del Astillero.
Le 20 décembre 2015, il obtient, pour la première fois de son histoire, un 3e titre national consécutif, le 13e à son palmarès.

## Histoire

### Les années 1920: fondation et premiers pas
L'Américain George Capwell arrive à Guayaquil le 14 avril 1926 pour occuper le poste de superintendant de l'Empresa Eléctrica del Ecuador, une entreprise de production, de distribution et de commercialisation d'électricité qui avait signé une concession avec la ville de Guayaquil pour 60 ans l'année précédente. Grand amateur de sport, notamment de boxe, de basket-ball et de baseball, il décide, peu après son arrivée, de fonder un club. C'est ainsi que le 28 avril 1929, accompagné de divers sportifs, amis et employés de l'entreprise, il fonde le Club Sport Emelec, acronyme de l'EMpresa ELéctrica del ECuador : Emelec.
Le club comporte à sa création des sections de natation, baseball, boxe, basket-ball et athlétisme mais pas de football. Celle-ci ouvrira quelques semaines plus tard et sera affiliée à la fédération de Guayas le 7 juin 1929. Quelques jours plus tard, le 24 juin, l'équipe de football d'Emelec faisait ses grands débuts en Série C face à Gimnástico.
"Emelec, seul grand avant même de naître" est une maxime bien connue utilisée du fait que le club avait déjà remporté un premier titre avant même sa fondation officielle. Il existait en effet une équipe de football d'Emelec qui évoluait dans le championnat de l'union sportive commerciale de Guayaquil. Cet Emelec, constitué d'employés de l'entreprise électrique, remporta en 1925 ce championnat qui jouissait d'un grand prestige et d'une grande popularité au sein des supporters de la ville. 

### Litige avec la mairie de Guayaquil
Le 22 août 2011, la mairie de Guayaquil a menacé ouvertement le club de fermer le stade George Capwell s'il ne réglait pas les taxes qu'il devait à la ville sur la billetterie pour les années 2004 à 2007, soit environ 120 000 $. L'année précédente, les dirigeants "électriques" avaient promis de solder cette dette sans pour autant passer à l'acte. Afin de ne pas mettre sa menace à exécution en plein championnat, la mairie costeña accepterait un premier versement représentant entre 10 et 30 % du montant total dû par le club.

## Palmarès
| Compétitions nationales | Compétitions internationales           |
| - Championnat d'Équateur (14) : - Champion : 1957, 1961, 1965, 1972, 1979, 1988, 1993, 1994, 2001, 2002, 2013, 2014, 2015 et 2017 - Vice-champion : 1960, 1963, 1966, 1967, 1970, 1989, 1996, 1998, 2006, 2010, 2011, 2012, 2016 | - Copa Merconorte : - Finaliste : 2001 |

## Anciens joueurs
- Ovidiu Burcă
- Augusto Porozo
- Wellington Sanchez
- Jefferson Montero